# Acústico DVD
Acústico é um álbum ao vivo da dupla sertaneja Chrystian & Ralf, lançado em 2004, anteriormente foi lançado em CD e VHS com o mesmo nome em 1998.Ganhou Disco de Platina em 1998 no formato  CD e VHS. E Ouro em 2004, em formato CD e DVD. fpr

## Faixas
1. "Cheiro de Shampoo"
2. "Sem Documentos (Sin Documentos)"
3. "Sou Eu"
4. "Trato é Trato"
5. "Saudade"
6. "Desejo de Amar"
7. "Chora Peito"
8. "Yolanda"
9. "La Copa Rota"
10. "Oito Segundos"
11. "O Que Será de Mim"
12. "Ausência"
13. "O Que Tiver Que Vir, Virá"
14. "Noite"
15. "Sensível Demais"
16. "Nova York"